# Apatrid
Apatrid (din franceză apatride = lipsit de patrie) înseamnă o persoană care nu este considerată cetățean al nici unui stat, conform legii naționale a acestuia. 
Conform Convenției privind statutul apatrizilor adoptate de ONU la New York la 28 septembrie 1954 și intrate în vigoare la 6 iunie 1960, orice apatrid are obligații față de țara unde se află, ceea ce presupune, în special, ca acesta să se conformeze legilor și regulilor sale, precum și măsurilor luate pentru menținerea ordinii publice. Statutul personal al unui apatrid este guvernat de legea țării de domiciliu sau, dacă nu are domiciliu, de legea țării de reședință.
Între prevederile Convenției, se remarcă următoarele:
- Articolul 23: Ajutorul public

Statele contractante vor acorda apatrizilor care stau legal pe teritoriul lor același tratament în ceea ce privește ajutorul și asistența publică ca și cel acordat propriilor cetățeni.
- Articolul 27: Actele de identitate

Statele contractante vor elibera acte de identitate oricărui apatrid de pe teritoriul lor, care nu deține acte de călătorie valabile.
- Articolul 31: Expulzarea

1. Statele contractante nu vor expulza un apatrid aflat legal pe teritoriul lor, cu excepția cazului când există motive de securitate națională sau ordine publică.
2. Expulzarea unui astfel de apatrid se va face pe baza unei hotărâri luate în instanță. Cu excepția cazului când motive acute de securitate națională reclamă altfel, apatridul va avea posibilitatea de a prezenta dovezi în apărarea sa, de a face apel și de a fi reprezentat în acest scop în fața autorităților competente sau a persoanei ori persoanelor special desemnate de autoritatea competentă.
3. Statele contractante vor permite unui astfel de apatrid să beneficieze de o perioadă de timp rezonabilă în care să solicite admiterea legală într-o altă țară. Statele contractante își rezervă dreptul de a aplica în această perioadă măsurile interne pe care le consideră necesare.

## Cauze

### Conflict cu legea
Apatrizii de  cele mai dese ori sunt în conflict cu legea națională.  Cetățenia, de obicei, poate fi dobândită  în două moduri:
- Ius soli, regim prin care cetățenia  se dobândește prin nașterea pe teritoriul statului
- Ius sangvinis,  regim prin care persoanei  i se acordă cetățenia unui părinte, indiferent de locul nașterii. Aproape toate statele din Europa, Asia, Africa și Oceania acordă cetățenie la naștere pe baza principiului jus sanguinis.

O persoană care nu are nici unul dintre părinți eligibili pentru a trece cetățenia prin jus sanguinis și nu este născut  pe teritoriul statului, nefiind posibil recunoașterea   jus soli poate fi apatrid de la naștere. 
De exemplu, un copil născut în afara teritoriului Canadei a cărui părinți sunt canadieni născuți și ei în afara Canadei, acesta nu este cetățean canadian.  Jus sanguinis este recunoscut doar pentru prima generație în Canada.  În cazul în care copilul s-a născut în India și nici unul dintre părinți nu avea cetățenia indiană, atunci copilul ar fi apatrid, deoarece India acordă cetățenie numai copiilor născuți de cel puțin un părinte indian.

### După sex
Deși multe state permit dobândirea naționalității prin descendența părintească, indiferent de locul în care se naste copilul, unele nu permit cetățenilor de sex feminin să le confere cetățenia copiilor lor. Există 27 de țări din lume care nu acordă drepturi egale femeilor care trec la cetățenia lor. Acest lucru poate duce la apatridie atunci când tatăl este apatrid, necunoscut sau altfel incapabil să-i confere cetățenia. Au existat schimbări recente în favoarea neutralității de gen în legislația națională, inclusiv în procesele de reformă din Algeria, Maroc și Senegal, care ar putea informa schimbarea în altă parte. De exemplu, Algeria și-a modificat codul de naționalitate pentru a abroga limitele privind capacitatea mamei de a conferi cetățenia copiilor lor, înlocuind-o cu o dispoziție generală care acordă cetățenie algeriană tuturor copiilor născuți în sau din afara Algeriei unei mame sau unui tată algerian. În plus, Convenția privind eliminarea tuturor formelor de discriminare împotriva femeilor interzice discriminarea pe criterii de sex în acordarea cetățeniei.

### Discriminare
În cele mai multe situații apatridia este un rezultat al discriminării.  Multe state își definesc cetățenii pe baza etniei, ceea ce duce la excluderea grupurilor mari. Aceasta încalcă legile internaționale împotriva discriminării. Comitetul Națiunilor Unite pentru Eliminarea Discriminării Rasiale a declarat pe 1 octombrie 2014 că „privarea de cetățenie în funcție de rasă, culoare, descendență sau origine națională sau etnică reprezintă o încălcare a obligațiilor statelor de a asigura exercitarea nediscriminatorie a dreptul la cetățenie.”

### Succesiune de stat
În unele cazuri, apatridia este o consecință a succesiunii de stat.  Unii oameni devin apatrizi atunci când teritoriul pe care trăiesc se află sub controlul altui stat. Similare sunt cazurile Uniunii Sovietice după destrămare,  a Iugoslaviei și Etiopiei.

### Obstacole administrative
Oamenii pot deveni apatrizi ca urmare a problemelor administrative și practice, mai ales atunci când provin dintr-un grup al cărui naționalitate este pusă la îndoială. Persoanele fizice ar putea avea dreptul la cetățenie, dar nu pot să întreprindă pașii procedurii necesare. Deseori  pot fi obligați să plătească taxe excesive pentru documentele care dovedesc cetățenia, să furnizeze documentația care nu le este disponibilă sau să respecte termenele nerealiste; sau se pot confrunta cu obstacole geografice sau de alfabetizare.
În situații conflictuale sau post-conflictuale, mulți oameni consideră că dificultățile în completarea procedurilor administrative simple sunt exacerbate.  Astfel de obstacole pot afecta capacitatea indivizilor de a finaliza proceduri precum înregistrarea nașterii, fundamentală pentru prevenirea apatriziei la copii. În timp ce înregistrarea nașterii în sine nu conferă cetățenia unui copil, documentarea locului de naștere și a părinților este esențială pentru a dovedi legătura dintre un individ și un stat pentru dobândirea naționalității. Fondul Națiunilor Unite pentru Copii (UNICEF) a estimat în 2013 că 230 de milioane de copii sub vârsta de 5 ani nu au fost înregistrați.

### Renunțare
Sunt cazuri în care indivizii pot deveni apatrizi prin renunțarea la cetățenie (de exemplu: "cetățeanul mondial" Garry Davis și Albert Einstein , care în ianuarie 1896, la vârsta de 16 ani, a renunțat la  cetățenia regiunii Württemberg cu ajutorul tatălui său, iar ulterior, în februarie 1901, a depus o cerere de solicitare a  cetățeniei elvețiene, care a fost acceptată). Multe state nu permit cetățenilor să renunțe la cetățenie cu excepția cazurilor când cetățenii dobândesc cetățenia altui stat. Cu toate acestea, este puțin probabil ca oficialii consulari să fie familiarizați cu legile cetățeniei din toate țările, astfel încât pot exista situații în care renunțarea duce la apatridie efectivă. De exemplu, fraudarea procedurii de naturalizare conduce de obicei la retragerea cetățeniei astfel acordate, chiar și în cazul în care se devine apatrid. Un cetățean român care a renunțat la cetățenia sa română cu ocazia naturalizării în altă țară poate deveni apatrid dacă a fraudat la naturalizare.

## Cazuri notabile

### Aeroporturi
Unii apatrizi au beneficiat de o largă atenție publică în aeroporturi, datorită statutului lor de porturi de intrare. Similar în acest sens este cazul refugiatului iranian Mehran Karimi Nasseri, care a trăit în Aeroportul Internațional Charles de Gaulle din Franța timp de aproximativ 18 ani după ce i s-a refuzat intrarea în țară.

### În procesul schimbării cetățeniei
Țările care interzic cetățenia multiplă solicită adesea imigranților  confirmare din țara  de origine cu privire  la apartenența legală  la un stat.  În Taiwan documentația trebuie furnizată înainte de acordarea cetățeniei. În perioada dintre renunțarea / anularea cetățeniei anterioare și acordarea unei noi cetățenii prin naturalizare, solicitantul poate fi oficial apatrid. În două cazuri în Taiwan, imigranții pakistanezi au solicitat naturalizarea și au renunțat la cetățenia pakistaneză. În timp, prin decizie li s-a refuzat obținerea cetățeniei Taiwanului, lăsându-i cu statutul de apatrizi.

### Australia
În aprilie 2017  Australia avea 37 de apatrizi aflați în detenție, care au fost reținuți pentru o perioadă medie de 2 ani și 106 de zile, iar cea mai lungă perioada de detenție a fost de 3 ani și 250 de zile.  În Australia, apatridia nu este motiv pentru acordarea unei vize, ca în cazurile persoanelor refugiate.
Cazuri notabile:
- Ahmed Al-Kateb, un om palestinian născut în Kuweit, căruia ia fost refuzată viza la sosirea în Australia în 2000 și nu îndeplinea cerințele unui refugiat. Al-Kateb a dorit să se întoarcă în Kuweit sau în Gaza. Pentru revenirea în Gaza a fost nevoie de aprobare din partea Israelului. În cazul  Al-Kateb împotriva Godwin Înalta Curte a Australiei, prin hotărârea din  6 august 2004, a decis  că detenția pe durată nedeterminată a unui apatrid este legală.[21] Al-Kateb și alți 8 apatrizi au primit vize de trecere în 2005, aceasta însemnând liberarea din detenție, însă fără dreptul la muncă, la studii și la obținerea benficiilor guvernamentale. Al-Kateb a primit o viză permanentă în octombrie 2007.[22]

## Situația României
România a aderat la Convenția privind statutul apatrizilor prin Legea nr. 362 din 13 decembrie 2005, publicată în Monitorul Oficial nr. 1146 / 19 decembrie 2005, formulând următoarele rezerve:
1. Cu privire la aplicarea articolului 23 din Convenție: "România își rezervă dreptul de a acorda ajutor public doar apatrizilor care sunt și refugiați, în înțelesul Convenției din 28 iulie 1951 privind statutul refugiaților și al Protocolului din 31 ianuarie 1967 privind statutul refugiaților sau, după caz, în condițiile legii naționale."
2. Cu privire la aplicarea articolului 27 din Convenție: "România își rezervă dreptul de a elibera documente de identitate doar acelor apatrizi cărora le-a fost acordat de către autoritățile competente dreptul de a rămâne pe teritoriul României permanent sau, după caz, pentru o perioadă determinată, în condițiile legii naționale."
3. Cu privire la aplicarea articolului 31 din Convenție: "România își rezervă dreptul de a expulza un apatrid aflat legal pe teritoriul ei, în condițiile legislației în vigoare, atunci când a săvârșit o infracțiune."
Prin Legea nr. 361/2005, publicată în M.Of. 1156 / 21.12.2005, România a aderat și la Convenția privind reducerea cazurilor de apatridie, adoptată la New York la 30 august 1961.
Potrivit art. 2 alin. (1) lit. a) din Ordonanța de Urgență a Guvernului nr. 194/2002 privind regimul străinilor în România, republicată, apatridul este străinul care nu are cetățenia nici unui stat. Dovada identității și calității de apatrid se face cu pașaportul sau cu alt document emis în statul în care acesta își are domiciliul.

## Situația la nivel global
Numai 66 de țări au semnat Convenția din 1954, care oferă apatrizilor un standard minim de tratament din punct de vedere legal, în timp ce 38 sunt parte a Convenției din 1961, care oferă de asemenea apatrizilor un cadrul legal favorabil. Un oficial ONU a declarat că „Dacă mori ca apatrid, nu există nicio înregistrare a morții tale, pentru că nu exiști". Declarația avea în vedere cele aproximativ 12 milioane de persoane din întreaga lume care nu sunt recunoscute ca cetățeni ai niciunei țări, fiindu-le astfel negate drepturi fundamentale ale omului.
În afară de renunțarea din proprie inițiativă la cetățenie, oamenii pot deveni apatrizi din variate motive, care includ negarea acordării cetățeniei (cum a fost cazul kurzilor din timpul regimului lui Saddam Hussein din Irak), destrămarea unor state (precum Uniunea Sovietică sau Iugoslavia) sau crearea unor noi state după plecarea autorităților coloniale, în unele regiuni din Africa și Asia. Între cele 12 milioane de apatrizi din lume se numără grupul Rohingya din Burma, anumite triburi din Thailanda, populația Bidoon din statele arabe din zona Golfului Persic, precum și grupuri de romi din Europa.

## Literatură
- Dragos Trică: Apatridul (roman autobiografic), Editura Mașina de scris, București, 2005[26]